# Dawsonit
Dawsonit ist ein selten vorkommendes Mineral aus der Mineralklasse der „Carbonate und Nitrate“ mit der chemischen Zusammensetzung NaAl[(OH)2|CO3] und damit chemisch gesehen ein Natrium-Aluminium-Carbonat mit zusätzlichen Hydroxidionen.
Dawsonit kristallisiert im orthorhombischen Kristallsystem und entwickelt feinnadelige bis blättrige Kristalle von bis zu 3,5 Zentimetern Länge, die nach der c-Achse gestreckt sind. Im Allgemeinen sind diese in rosettenförmigen, radialstrahligen bis büscheligen oder faserigen Aggregaten angeordnet.
In reiner Form ist Dawsonit farblos, durchsichtig und zeigt einen glasähnlichen Glanz auf den Kristallflächen. Durch vielfache Lichtbrechung aufgrund von feinnadeliger bis faseriger Ausbildung kann er aber auch weiß erscheinen, wobei ein wogender, schimmernder Glanz ähnlich der von Seide entsteht und die Transparenz entsprechend abnimmt. Eher selten kommen durch Fremdbeimengungen von Chrom rosa gefärbte Dawsonite vor.
Mit einer Mohshärte von 3 gehört Dawsonit zu den mittelharten Mineralen, die mit einer Kupfermünze geritzt werden können.

## Etymologie und Geschichte
Dawsonit wurde erstmals 1874 von Bernard J. Harrington beschrieben. Entdeckt wurde das Mineral in einem Feldspatgang, der im Rahmen von Bauarbeiten auf dem Gelände der McGill University in Montreal (Kanada) ausgehoben wurde. Harrington selbst arbeitete an dieser Universität und ehrte mit der Benennung des Minerals John William Dawson, den damaligen Direktor der Universität.
Das Typmaterial des Minerals wird in der Mineralogischen Sammlung der McGill University (McGU), genauer im angeschlossenen Redpath Museum in Montreal (Kanada) unter der Inventarnummer RM F2381A aufbewahrt.
Da der Dawsonit bereits lange vor der Gründung der International Mineralogical Association (IMA) bekannt und als eigenständige Mineralart anerkannt war, wurde dies von ihrer Commission on New Minerals, Nomenclature and Classification (CNMNC) übernommen und bezeichnet den Dawsonit als sogenanntes „grandfathered“ (G) Mineral. Die seit 2021 ebenfalls von der IMA/CNMNC anerkannte Kurzbezeichnung (auch Mineral-Symbol) von Dawsonit lautet „Dws“.

## Klassifikation
In der veralteten 8. Auflage der Mineralsystematik nach Strunz gehörte der Dawsonit zur gemeinsamen Mineralklasse der „Nitrate, Carbonate und Borate“ und dort zur Abteilung „Wasserfreie Carbonate mit fremden Anionen“, wo er gemeinsam mit Stenonit und Tunisit in der „Dawsonit-Stenonit-Gruppe“ mit der Systemnummer Vb/B.02 steht.
In der zuletzt 2018 überarbeiteten Lapis-Systematik nach Stefan Weiß, die formal auf der alten Systematik von Karl Hugo Strunz in der 8. Auflage basiert, erhielt das Mineral die System- und Mineralnummer V/C.02-020. Dies entspricht ebenfalls der Abteilung „Wasserfreie Carbonate, mit fremden Anionen“, wo Dawsonit zusammen mit Barentsit und Tunisit eine unbenannte Gruppe mit der Systemnummer V/C.02 bildet.
Die von der International Mineralogical Association (IMA) zuletzt 2009 aktualisierte 9. Auflage der Strunz’schen Mineralsystematik ordnet den Dawsonit in die neu definierte Klasse der „Carbonate und Nitrate“ (die Borate bilden hier eine eigene Klasse) und dort in die Abteilung „Carbonate mit zusätzlichen Anionen; ohne H2O“ ein. Diese ist weiter unterteilt nach der Art der an der Verbindung beteiligten Metalle. Das Mineral ist hier entsprechend seiner Zusammensetzung in der Unterabteilung „Mit Alkalien usw.“ zu finden, wo es als einziges Mitglied eine unbenannte Gruppe mit der Systemnummer 5.BB.10 bildet.
In der vorwiegend im englischen Sprachraum gebräuchlichen Systematik der Minerale nach Dana hat Dawsonit die System- und Mineralnummer 16a.03.08.01. Das entspricht wie in der alten Strunz-Systematik der gemeinsamen Klasse der „Carbonate, Nitrate und Borate“ und dort der Abteilung „Carbonate – Hydroxyl oder Halogen“. Hier findet er sich innerhalb der Unterabteilung „Carbonate – Hydroxyl oder Halogen mit (AB)2(XO)3Zq“ als einziges Mitglied in einer unbenannten Gruppe mit der Systemnummer 16a.03.08.

## Kristallstruktur
Dawsonit kristallisiert orthorhombisch in der Raumgruppe Imam (Raumgruppen-Nr. 74, Stellung 6) mit den Gitterparametern a = 6,76 Å; b = 10,24 Å und c = 5,58 Å sowie 4 Formeleinheiten pro Elementarzelle.

## Eigenschaften
„Vor dem Lötrohr anschwellend unter intensiver Gelbfärbung der Flamme, aber nicht schmelzbar […] Im Kölbchen nur bei starkem Erhitzen Wasser und Kohlendioxid abgebend; bleibt beständig bis 140 °C.“
Als Carbonat löst sich Dawsonit schon in stark verdünnter Salzsäure (HCl) unter Abgabe von Kohlendioxid auf. Auch in Zitronensäure, Ammoniak bzw. anderen Laugen ist er löslich. Hierüber kann er von den ähnlich aussehenden Zeolithen unterschieden werden.

## Bildung und Fundorte

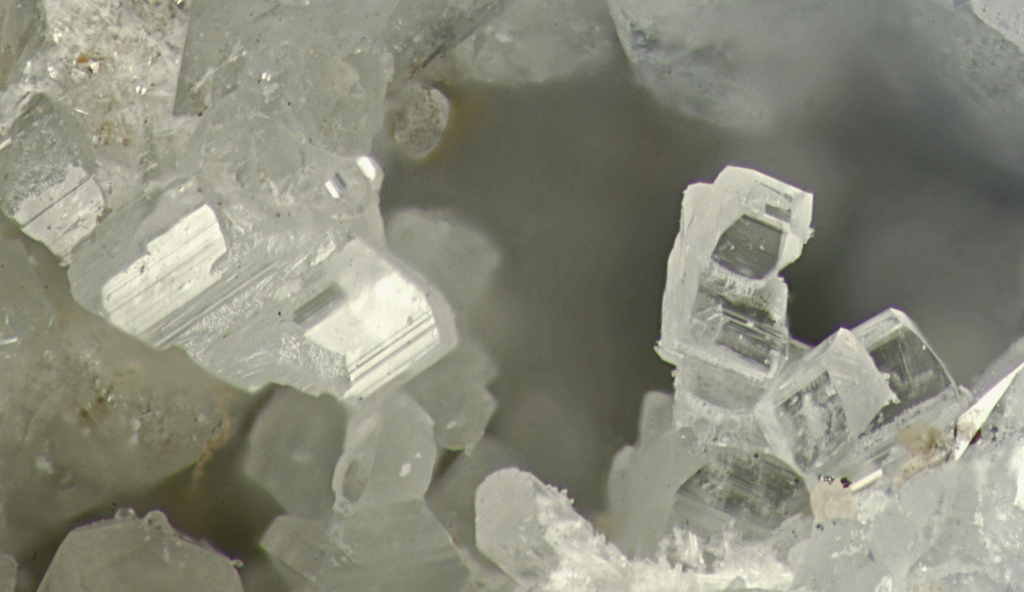
Kleine Dawsonitkristalle als Hohlraumfüllung in Sodalith vom Steinbruch Poudrette, Mont Saint-Hilaire, Kanada
(Sichtfeld: 3,3 × 1,9 mm)

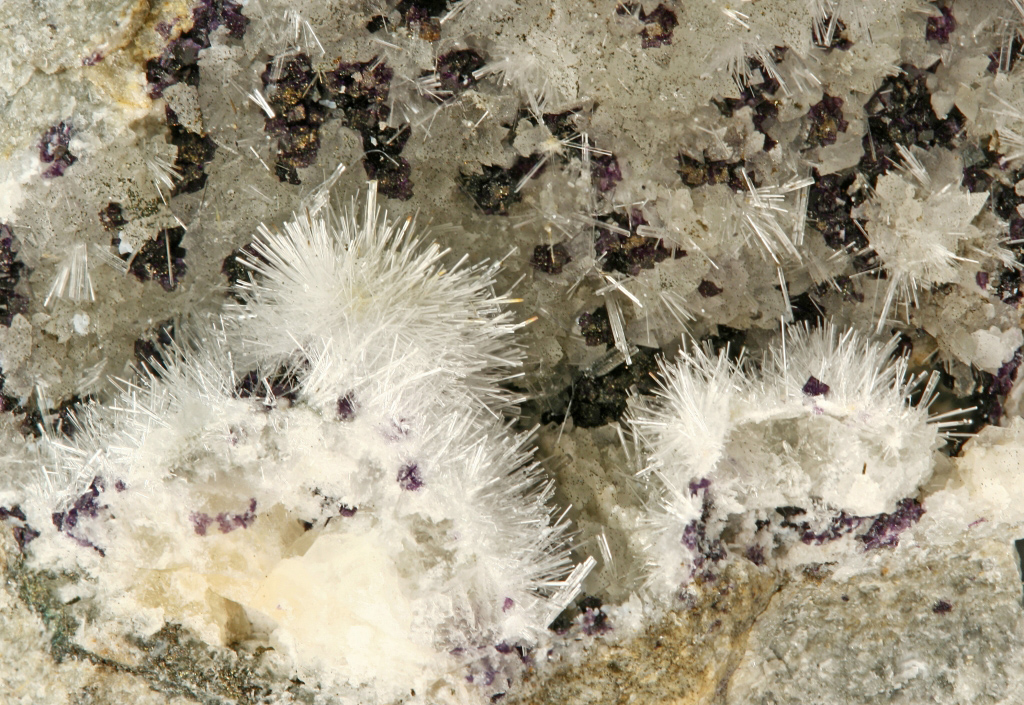
Büschel nadeliger Dawsonitkristalle mit dunkelviolettem Fluorit auf einem mit winzigen Pyritkristallen besprenkelt Calcitrasen aus dem Steinbruch Francon Montreal, Kanada
(Sichtfeld ≈ 1,8 cm)

Dawsonit findet sich auf Klüften hydrothermal veränderter feldspatreicher Gesteine, in Nephelinsyeniten und natriumreichen Sedimenten. Zur Bildung von Dawsonit ist Kohlendioxid (CO2) nötig. Als Begleitminerale treten unter anderem Albit, Analcim, Aragonit, Calcit, Dolomit, Fluorit, Halit, Kryolith, Pyrit und Quarz auf.
Als seltene Mineralbildung konnte Dawsonit nur an wenigen Orten nachgewiesen werden, wobei weltweit bisher rund 100 Vorkommen dokumentiert sind (Stand 2025). Neben seiner Typlokalität McGill University in Montreal trat das Mineral in Kanada noch am Grey River auf Neufundland, im Princess Sodalith Steinbruch im Hastings County (Ontario), am Muskiki Lake in Saskatchewan sowie an einigen weiteren Fundorten in der Umgebung von Montreal und Montérégie auf.
In Österreich fand sich das Mineral bisher nur bei der in Bad Loipersdorf entdeckten Thermalquelle und im Stollen „Karl-August“ bei Fohnsdorf in der Steiermark.
Der einzige bisher in der Schweiz bekannte Fundort ist der Simplonpass nahe Brig, wo das Mineral beim Bau des Simplontunnels im anfallenden Aushubmaterial entdeckt wurde.
Weitere Fundorte liegen unter anderem in Albanien, Algerien, Argentinien, Australien, Belgien, Bolivien, China, Italien, Japan, Mexiko, Neuseeland, Russland, der Slowakei, Tansania, Tschechien, Ungarn und den Vereinigten Staaten von Amerika (USA).